# Uster
Uster je grad u Švicarskoj i grad kantona Züricha. Uster je treći po veličini grad kantona Züricha.

## Gradske četvrti
- Kirchuster
- Niederuster
- Oberuster
- Nossikon
- Riedikon
- Werrikon
- Winikon-Gschwader
- Freudwil
- Wermatswil
- Nänikon
- Sulzbach

## Vanjske poveznice
- (njem.) Službena stranica